# Sabakoe (Para)
Sabakoe, ook geschreven als Sabaku, is een dorp in het district Para in Suriname.
Het is een inheems dorp en ligt aan de Krakaweg door de savanne, dicht bij de Sabakoekreek.